# Kocbek
Kocbek je priimek v Sloveniji, ki ga je po podatkih Statističnega urada Republike Slovenije na dan 1. januarja 2010 uporabljalo 673 oseb.

## Znani nosilci priimka
- Andrej Kocbek (*1950), brigadir SV, veteran vojne za Slovenijo
- Branko Kocbek (1927—2008), elektrotnik v medicini, ljubiteljski astronom
- Branko Kocbek (*1960), ekonomist
- Darja Kocbek, novinarka
- Dejan Kocbek (*1966), mag. ekonomije, dipl. ing. računalništva
- Edvard Kocbek (1904—1981), književnik (pesnik, pisatelj, esejist) in politik
- Fran Kocbek (1863—1930), šolnik, organizator planinstva in publicist
- Gorazd Kocbek, oljar(-na Kocbek)
- Jana Kocbek, ahitektka
- Jože Kocbek (1908—1994), poslanec, publicist (brat Edvarda)
- Jurij Kocbek (1949—2009), grafični oblikovalec, fotograf (sin Edvarda)
- Luka Kocbek (*197#), prevajalec, vnuk E. Kocbeka
- Maks Kocbek (1933—2023), strojni inženir in gospodarstvenik
- Marijan Kocbek (*1957), gospodarski pravnik, univ. prof.
- Matija Kocbek, grafični oblikovalec, oglaševalec
- Matjaž Kocbek (1946—2013), pesnik, dramatik in slikar (sin Edvarda)
- Mihaela (Miša) Margan Kocbek (*1979), blogerka, pisateljica, fotomodel
- Mojca Kocbek Vimos (*1974), arhitektka in scenografka
- Petra Kocbek, farmacevtska tehnologinja, prof. FFA
- Rajmund Kocbek (*1952), slikar
- Rudi Kocbek, plesni učitelj, koordinator plesa četvorke maturantov po Slveniiji
- Uroš Kocbek, konjeniški športnik